# Мухика Эганья, Робустиана
Робустиана Мухика Эганья (баск. Robustiana Mujika Egaña), также Эрробустене, Тене (Errobustene, Tene; 24 мая 1888, Дева, Гипускоа, Испания — 16 сентября 1981, Дева, Гипускоа, Испания) — испанская (баскская) писательница, общественный деятель, переводчик.

## Биография
Родилась в Деве 24 мая 1888 года в семье Хуана Хосе Мухики Эснаолы и Хосефы Хулианы Эганьи Гарате, владельцев крупного продуктового магазина. Была крещена в санктуарии Ициар 25 мая того же года. До неё в семье родилось девять сыновей. Отец, желавший иметь дочь, дал обещание назвать её по святцам и сдержал слово, дав ей имя в честь святого Робустиана (несмотря на противодействие семьи, считавшей имя Робустиана неподходящим для девочки). Чтобы придать своему имени баскский колорит, Робустиана стала использовать форму Эрробустене или сокращённо Тене. Став писательницей, Мухика начала использовать имя Тене в качестве псевдонима, по традиции, распространённой в то время среди баскских писателей.
В возрасте шести лет начала учиться в школе с преподаванием на испанском языке, но в подростковом возрасте вынуждена была бросить учёбу и начать работать в магазине. Впоследствии научилась также изготавливать восковые свечи. С юности интересовалась баскской литературой и была вовлечена в политику.
В 1909 году, вероятно, из-за тяжёлой физической работы, у Робустианы начались боли в спине, из-за которых она практически не могла выходить из дома в течение десяти лет, пока не была прооперирована. В этот период она начала писать стихи, а выздоровев, стала также и драматургом. В 1923 году опубликовала первую книгу. В 1928 году Уотсон Киркконнелл перевёл её стихотворение Udazken-ala на английский язык для сборника European Elegies.
В качестве оратора участвовала в многочисленных мероприятиях Баскской националистической партии. 7 июля 1935 года стала председателем Женского патриотического союза. Во время гражданской войны переехала в Сибур вместе со своим братом Хосе. Во время войны многие произведения предвоенного периода были утеряны (некоторые из них сожгла младшая сестра Мухики, пытаясь избежать наказания). После возвращения в Деву начала публиковать рассказы и статьи.
После войны политическая деятельность Мухики пошла на спад. Чётко разграничивая политику и патриотизм, она связывала первую с разумом и мужественностью, а второй — с любовью и женственностью.
В 1968 году Робустиана Мухика опубликовала в журнале Zeruko Argia свой единственный сохранившийся художественный перевод — стихотворение Хосе Соррильи.
Последняя публикация Мухики — Cuadernos de vascuence hablado (1969), пособие для испаноязычных родителей, чьи дети учатся в икастоле.
В июле 1975 года Робустиана Мухика стала почётным членом Эускальцайндии.

## Память
В 1983 году мэрия Девы организовала литературный конкурс памяти Тене Мухики.
В 2021 году, по случаю сорокалетия со дня смерти писательницы, городской совет Девы объявил о ряде инициатив по продвижению её творчества.